# (6516) Gruss
(6516) Gruss est un astéroïde de la ceinture principale.

## Description
(6516) Gruss est un astéroïde de la ceinture principale. Il fut découvert le 3 octobre 1988 à l'Observatoire Kleť par Antonín Mrkos. Il présente une orbite caractérisée par un demi-grand axe de 2,34 UA, une excentricité de 0,20 et une inclinaison de 1,7° par rapport à l'écliptique.

## Compléments